# ユニタリ群
n 次のユニタリ群(ユニタリぐん、英: unitary group) U(n) とは、n 次ユニタリ行列のなす群のことである。演算は行列の積で与えられる。
ユニタリ群は一般線型群の部分群である。

## 定義

### 複素数体上のユニタリ群
{\displaystyle {\begin{aligned}\operatorname {U} (n)&=\{\,U\in \operatorname {GL} (n,\mathbb {C} )\mid \forall x,y\in \mathbb {C} ^{n}:\langle Ux,Uy\rangle =\langle x,y\rangle \,\}\\&=\{\,U\in \operatorname {GL} (n,\mathbb {C} )\mid U^{\dagger }U=I_{n}\,\}\end{aligned}}}
ここで GL(n, C) は一般線型群、〈-, -〉はエルミート形式、†はエルミート共役である。
つまりユニタリ群の元は有限次複素線型空間のエルミート形式を―したがってノルムを―保つ。これは「絶対値が 1 の複素数」の線型変換における類似物である。

### 一般の体上のユニタリ群
ユニタリ群は一般の体上では次のように定義される。
基礎体 K の2次拡大体 L をとる。
線型空間 V = Ln 上のエルミート形式
{\displaystyle \langle x,y\rangle =x_{1}{\overline {y_{1}}}+\dotsb +x_{n}{\overline {y_{n}}}\qquad {\big (}x=(x_{i}),\ y=(y_{i})\in V{\big )}}
（ここで {\displaystyle {\overline {y_{i}}}} は代数共役を表す）
を不変に保つ V 上の線型自己同型写像のなす群を U(n, K, L) と表し、これをユニタリ群という。
{\displaystyle \operatorname {U} (n,K,L)=\{\,U\in \operatorname {GL} (n,L)\mid \forall x,y\in V:\langle Ux,Uy\rangle =\langle x,y\rangle \,\}}

## 例
4元体を F4 = {0, 1, ω, ω2} とする。
ただし演算は関係式 ω2 + ω + 1 = 0 から定める。このとき U(2, F2, F4) は位数18の群で次の2元から生成される。
{\displaystyle \operatorname {U} (2,\mathbb {F} _{2},\mathbb {F} _{4})={\Big \langle }{\begin{bmatrix}\omega &\omega \\0&\omega \end{bmatrix}},\ {\begin{bmatrix}0&1\\1&0\end{bmatrix}}{\Big \rangle }}

## 性質
複素数体上のユニタリ群は以下の性質を満たす。
- 最も単純な n = 1 の U(1) は巡回群に対応し、絶対値が1の複素数からなる。全てのユニタリ群は U(1) のコピーを含む。
- ユニタリ群 U(n) は次元 n2 の実リー群である。
- U(n) のリー代数は n 次歪エルミート行列からなり、その括弧積は交換子で与えられる。